# Ерік Гартсейкер
Ерік Гартсейкер (нід. Erik Hartsuiker, 19 жовтня 1940 — 13 січня 2019) — нідерландський академічний веслувальник.
Бронзовий призер Олімпійських Ігор 1964 року в складі розпашної двійки зі стерновим, учасник 1968 року.